# Thomas de Maizière

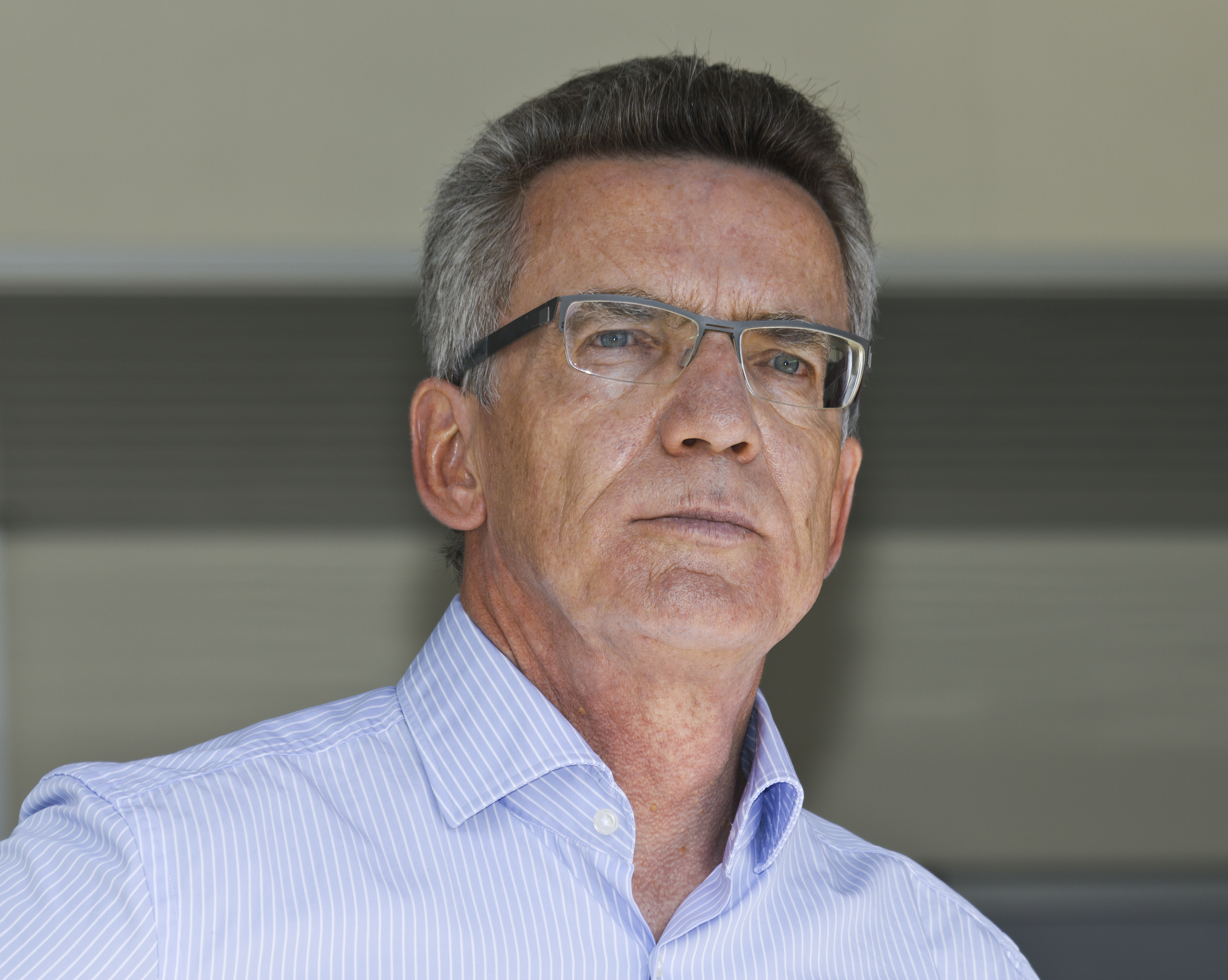
Thomas de Maizière el 2013

Karl Ernst Thomas Maizière (Bonn, 21 de gener de 1954) és un polític alemany de la CDU. Doctor en Dret, provinent d'una família d'hugonots, està casat i té tres fills.
Thomas de Maizière ha estat, entre molts del seus càrrecs de la seva fecunda carrera política, ministre en els gabinets Merkel II i Merkel III. Del 28 d'octubre de 2009 fins al 3 de març de 2011 ocupà la cartera d'interior. Arran de la dimissió del llavors ministre de defensa Karl-Theodor zu Guttenberg, de Maizière prengué càrrec d'aquest ministerifins que retornà el 17 de desembre de 2013, en el gabinet Merkel III, al seu càrrec precedent de ministre d'interior, fins al 14 de març de 2018.